# Dipsalodon
Il dipsalodonte (gen. Dipsalodon) è un mammifero carnivoro estinto, appartenente agli ossienodonti. Visse nel Paleocene superiore (circa 59 - 56 milioni di anni fa) e i suoi resti fossili sono stati ritrovati in Nordamerica.

## Descrizione
Questo animale doveva essere vagamente simile a un tasso, dal corpo allungato e dalle zampe corte. Era caratterizzato da un cranio massiccio e dal muso corto; la dentatura era caratterizzata da molari con un metaconide ben sviluppato, mentre il talonide del primo molare inferiore era dotato dei tre denticoli fondamentali (ipoconide, entoconulide ed entoconide). I denti carnassiali non erano particolarmente differenziati.

## Classificazione
I primi fossili di questo animale furono ritrovati in terreni del Paleocene superiore del Wyoming e vennero descritti da Jepsen nel 1930: la specie tipo è Dipsalodon matthewi. Successivamente Kenneth Rose descrisse un'altra specie, anch'essa proveniente dal Paleocene del Wyoming, D. churchillorum.
Dipsalodon è un rappresentante degli ossienodonti, un gruppo di mammiferi dalle attitudini carnivore sviluppatisi durante il Paleocene. In particolare, sembra che Dipsalodon fosse un membro della sottofamiglia Ambloctoninae, comprendente forme dalle abitudini non particolarmente predatorie, come Ambloctonus e Palaeonictis.